# بخش سوشله
بخش سوشله (به سوئدی: Sorsele kommun) یک ناحیه شهری در سوئد است که در شهرستان وستربوتن واقع شده‌است.